# ريتش كوهن
ريتش كوهن (بالإنجليزية: Rich Cohen)‏ هو صحفي وكاتب أمريكي، ولد في 30 يوليو 1968 في ليك فورست في الولايات المتحدة.